# Liège-Bastogne-Liège 1964
La 50e édition de Liège-Bastogne-Liège a eu lieu le 3 mai 1964 et a été remportée par le Belge Willy Bocklant. 

## Arrivée de la course
Le Stade Vélodrome de Rocourt accueille pour la première fois l'arrivée de la Doyenne. Trois coureurs entrent dans le vélodrome liégeois dans l'ordre suivant : les Belges Georges Vanconingsloo et Willy Bocklant suivis par l'Italien Vittorio Adorni. Les positions ne changent pas jusqu'à la dernière ligne droite quand Willy Bocklant déborde Georges Vanconingsloo et franchit la ligne d'arrivée en vainqueur.
105 coureurs étaient au départ. 28 rejoignent l'arrivée.

## Classement
| n° | Coureur                | Équipe                   | Temps           |
| -- | ---------------------- | ------------------------ | --------------- |
| 1  | Willy Bocklant         | Flandria-Romeo           | 7 h 06 min 09 s |
| 2  | Georges Vanconingsloo  | Peugeot-Michelin-BP      | m.t.            |
| 3  | Vittorio Adorni        | Salvarani                | m.t.            |
| 4  | Jozef Planckaert       | Flandria-Romeo           | à 16 s          |
| 5  | Martin Van Den Bossche | Wiel's-Groene Leeuw      | à 22 s          |
| 6  | Dick Enthoven          | Pelforth-Sauvage-Lejeune | à 49 s          |
| 7  | Alfons Hermans         | Dr. Mann                 | à 1 min 20 s    |
| 8  | Willy Monty            | Pelforth-Sauvage-Lejeune | à 1 min 22 s    |
| 9  | Romain Van Wynsberghe  | Pelforth-Sauvage-Lejeune | à 2 min 48 s    |
| 10 | Théo Mertens           | Libertas                 | à 3 min 47 s    |